# Samuel Byrns
Samuel Byrns (* 4. März 1848 im Jefferson County, Missouri; † 9. Juli 1914 in De Soto, Missouri) war ein US-amerikanischer Politiker. Zwischen 1891 und 1893 vertrat er den Bundesstaat Missouri im US-Repräsentantenhaus.

## Werdegang
Samuel Byrns wurde auf einer Farm im Jefferson County geboren. Nach einem Jurastudium und seiner 1872 erfolgten Zulassung als Rechtsanwalt begann er in Hillsboro in diesem Beruf zu arbeiten. Im Jahr 1872 wurde er auch Steuereinnehmer im Jefferson County. Gleichzeitig schlug er als Mitglied der Demokratischen Partei eine politische Laufbahn ein. In den Jahren 1876 und 1877 war Byrns Abgeordneter im Repräsentantenhaus von Missouri; 1878 gehörte er dem Staatssenat an. Außerdem war er von 1886 bis 1888 Mitglied des regionalen demokratischen Parteivorstands.
Bei den Kongresswahlen des Jahres 1890 wurde Byrns im zehnten Wahlbezirk von Missouri in das US-Repräsentantenhaus in Washington, D.C. gewählt, wo er am 4. März 1891 die Nachfolge von William Medcalf Kinsey antrat. Da er im Jahr 1892 von seiner Partei nicht mehr zur Wiederwahl nominiert wurde, konnte er bis zum 3. März 1893 nur eine Legislaturperiode im Kongress absolvieren. Nach seinem Ausscheiden aus dem US-Repräsentantenhaus praktizierte Byrns wieder als Anwalt. Er starb am 9. Juli 1914 in Do Soto und wurde in Hillsboro beigesetzt.